# Versuch über die Ungleichheit der Menschenrassen

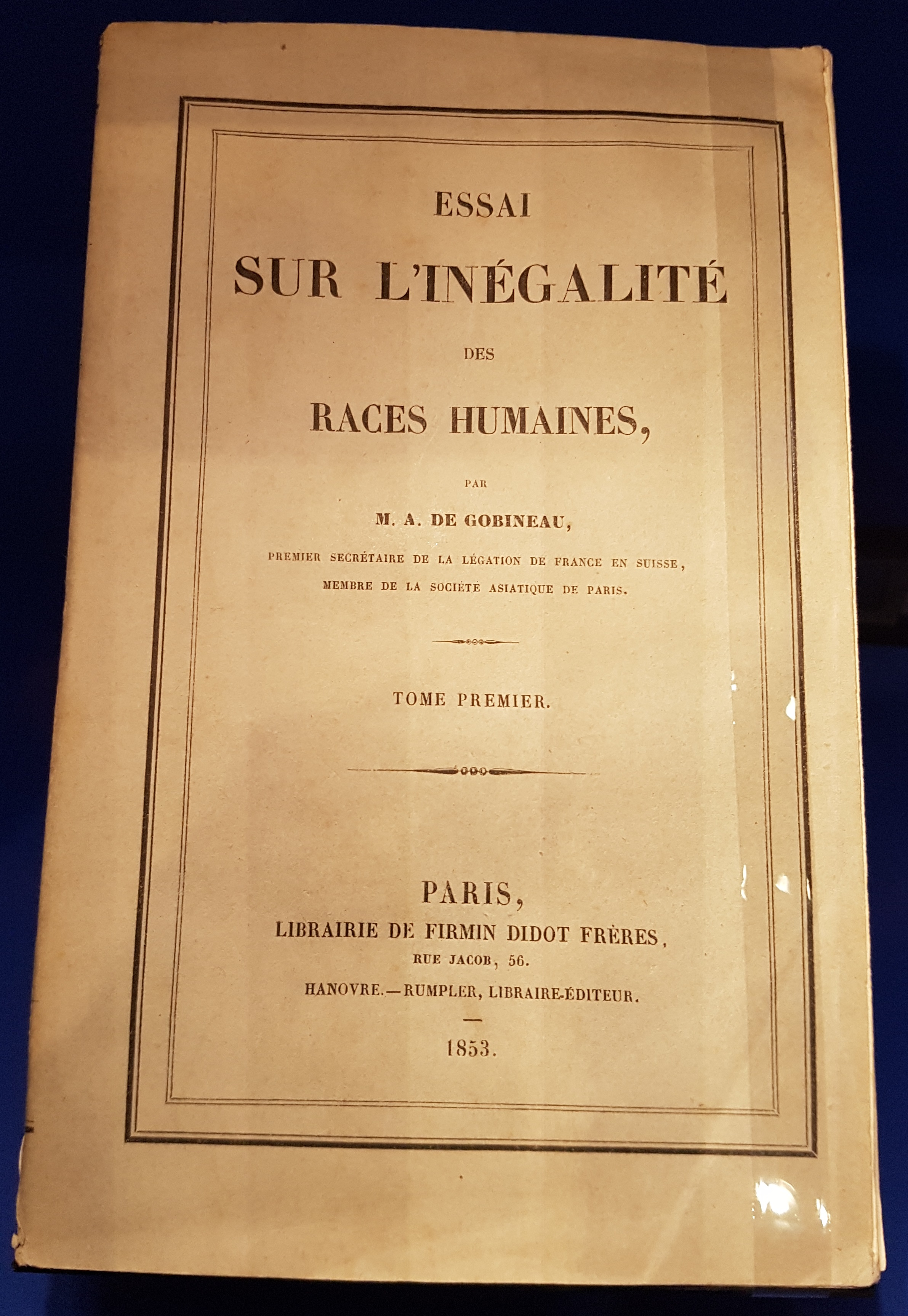
"Versuch über die Ungleichheit der Menschenrassen", Titelblatt der Originalausgabe auf Französisch

Der Versuch über die Ungleichheit der Menschenrassen (französisch Essai sur l’inégalité des races humaines) ist das bekannteste Werk des französischen Diplomaten und Schriftstellers Joseph Arthur de Gobineau. Das Buch, 1853–1855 erstmals erschienen, stellt die Theorie einer arischen Herrenrasse auf und gilt als ein Hauptwerk des Rassismus.

## Inhalt
Die Erstausgabe ist Seiner Majestät Georg V., König von Hannover gewidmet.
Das umfangreiche Werk besteht aus vier Bänden, die in ihrer Gesamtheit sechs Bücher umfassen:
- Band 1: Buch 1 (erschienen 1853)
- Band 2: Bücher 2, 3 und 4 (1853)
- Band 3: Buch 5 (1855)
- Band 4: Buch 6 (1855)

Buch 1
Das erste Buch trägt in der deutschen Übersetzung den Titel „Vorbetrachtungen; Definitionen, Untersuchung und Darlegung der Naturgesetze, welche die sociale Welt regieren“.
Gobineaus Themen sind „das Gesetz der Sterblichkeit aller Gesellschaften“ und der Untergang von Zivilisationen, der nach seiner Auffassung stets von ein und demselben „Todesursprung“ bestimmt ist, „der im tieffsten Innern aller Gesellschaften sichtbar wird, nicht nur mit ihrem Leben verwachsen, sondern auch gleichartig und für alle derselbe ist.“ Bevor er auf diese einheitliche Ursache zu sprechen kommt, verwirft er die seiner Meinung nach moralistische (und im 18. Jahrhundert von der Aufklärung übernommene) Auffassung der Antike, nach welcher der Untergang von Zivilisation eine Folge von „Luxus, Weichlichkeit, schlechte[r] Verwaltung, Sittenverderbniß und Fanatismus“ sei. Auch ein Verfall der Religion und selbst eine schlechte Regierung zerstöre eine Zivilisation nicht unbedingt. Dass moralische, religiöse oder politische Missstände Zivilisationen nicht zwingend in den Untergang führen, sei schon daran zu erkennen, dass viele trotz solcher Mängel ohne Schwierigkeit lange fortbestanden hätten.
Gobineau geht vielmehr davon aus, dass eine Zivilisation für Probleme wie die genannten dann anfällig werde, wenn sich „ein aus ihr selbst und in ihrem Schooße geborenes, ihr im Innersten fest anhaftendes Zerstörungsprincip mächtig entwickelt“ habe. Ursache der Zerstörung sei die „Degeneration“.
Nach Gobineau gehen Nationen nämlich unter, sobald sie aus degenerierten bzw. entarteten Elementen bestünden. Diesen Begriff versteht der Autor nicht im sittlichen Sinn, sondern sieht die Entartung bedingt durch zunehmende Rassenmischung. Dies bringt ihn zur Frage, ob die menschlichen Rassen sich untereinander im Wert unterscheiden. Er charakterisiert die „drei großen Rassen“: die schwarze, gelbe und weiße Rasse, die er, obwohl selbst nicht völlig davon überzeugt, auf physiologische Unterschiede zurückführt. An unterster Stelle der Hierarchie stehe die „schwarze Rasse“, der er einen tierhaften Charakter zuschreibt; nur Geschmacks- und Geruchssinn seien überdurchschnittlich ausgeprägt. Der gelben Rasse schreibt er Tendenzen zur Mittelmäßigkeit und einen eng begrenzten praktischen Sinn zu. Die weiße Rasse stehe an der Spitze dieser Hierarchie, sie zeichne sich durch „immens überlegene Intelligenz“, eine ausgesprochene Liebe zum Leben und einen Ehrbegriff aus, der den Gelben und Schwarzen unbekannt sei. Allerdings sei der Weiße im sinnlichen Bereich den zwei anderen Rassen unterlegen. Das erste Buch schließt mit einer Auflistung von zehn großen menschlichen Zivilisationen, die der Autor in Verbindung mit der weißen Rasse bringt und hauptsächlich auf arischen Einfluss zurückführt.
Gobineau geht von einem pessimistischen Weltbild aus: Der Mensch ist das böse Tier par excellence.
Buch 2
Das zweite Buch befasst sich mit verschiedenen Völkern des Alten Orients: Hamiten, Semiten, seefahrenden Kanaanitern, Assyrern, Hebräern, Hurritern,  Ägyptern und Äthiopiern.
Buch 3
Das dritte Buch behandelt zunächst die Arier, denen die Bewunderung des Autors gilt, wobei ein etymologischer Zusammenhang mit dem deutschen Wort Ehre hergestellt wird, sodann die Geschichtlichkeit der gelben Rasse bestritten und ihre Wanderbewegungen beschrieben werden.
Buch 4
Das vierte Buch trägt den Titel Semitisierte Zivilisationen des Südwestens. Es beginnt mit der Behauptung, Geschichte sei nur durch die weiße Rasse entstanden und fast sämtliche Zivilisationen hätten sich in der westlichen Welt entwickelt. Es folgen Ausführungen über die Zoroastrier und die alten Griechen, wobei letzteren ein semitischer Einfluss zugeschrieben wird. Deukalion, der Sohn des Prometheus, sei Halb-Semite gewesen.
Buch 5
Das fünfte Buch behandelt unter dem Titel Semitisierte europäische Zivilisation zunächst die Urbevölkerungen Europas. Es beginnt mit Ausführungen zur Bronze-, Eisen- und Steinzeit und erwähnt anschließend die Thraker, Illyrer, Etrusker, Iberer, Gallier und Italioten (griechische Kolonisten in Magna Graecia in Süditalien und Sizilien).
Buch 6
Das sechste Buch wendet sich unter dem Titel Westliche Zivilisationen zunächst den Slawen zu. In den nächsten fünf Kapiteln folgen längere Ausführungen über die Germanen, wobei der Herrschersinn und die angebliche Überlegenheit des Ariers bezüglich Intelligenz und Energie zur Sprache kommen. In Deutschland wird der langsame Niedergang des Adels dem Bund der Hanse gegenübergestellt, der dem Autor als bürgerliches Meisterwerk erscheint, als eine Mischung aus keltischen und dominierenden slawischen Einflüssen. Die zwei abschließenden Kapitel behandeln die amerikanischen Ureinwohner und den europäischen Kolonialismus in Amerika. Hier setzt Gobineau zu einer Kritik an der Handlungsweise der Angelsachsen gegenüber den schwarzen Sklaven und den Ureinwohnern an:

„Gegenüber den Negern zeigt er sich nicht weniger herrisch als mit den Ureinwohnern: letztere beraubt er bis auf die Knochen; erstere beugt er ohne Zögern bis an den Boden, den sie für ihn bearbeiten; und diese Handlungsweise ist umso bemerkenswerter, als sie nicht im Einklang mit den humanitären Prinzipien derjenigen steht, die sie ausüben.“

Die Allgemeine Schlussfolgerung sieht das Ende aller menschlichen Gemeinschaft voraus und enthält eine Formel, die Gobineaus Zeitgenossen, darunter Heinrich von Stein, zutiefst beeindruckte: 

„Die Nationen, nein, die menschlichen Herden, in dumpfer Einsamkeit dahindämmernd, werden fortan gefühllos in ihrer Nichtigkeit dahinleben, wie wiederkäuende Büffel in den stehenden Pfützen der pontinischen Sümpfe.“

## Wirkung
Gobineaus Essay wurde von Karl Ludwig Schemann ins Deutsche übersetzt und 1900 veröffentlicht. Nicht zuletzt aufgrund dieser Übersetzung erfuhr das Werk in Deutschland weit mehr Beachtung als in Frankreich oder anderen europäischen Ländern. Schon Richard Wagner gehörte zu den Bewunderern Gobineaus. Der Rassismus bei Gobineau enthält jedoch weder Hinweise auf Antisemitismus noch auf deutschen Nationalismus. Diese ideologischen Elemente wurden erst durch die Gobineau-Rezeption im Umfeld Richard Wagners und insbesondere durch Houston Stewart Chamberlain hinzugefügt. Chamberlain war durch die Empfehlung von Cosima Wagner auf Gobineaus Essay gestoßen und veröffentlichte 1899 die Grundlagen des neunzehnten Jahrhunderts. Die darin enthaltenen antisemitischen und deutschnationalen Ausführungen bildeten die Grundlage für den Rassismus der völkischen Bewegung und später des Nationalsozialismus, dessen Ideologie des „Untermenschentums“ und der „Endlösung der Judenfrage“ millionenfache Opfer forderte.
Henry Hotze, ein Schweizer, der 1850 in die USA emigriert war und die Sklaverei befürwortete, übersetzte 1856 Gobineaus Buch unter dem Titel Moral and Intellectual Diversity of Races ins Englische. Gobineau war von der Übersetzung nicht begeistert und bemängelte, dass Hotze diejenigen Stellen ausgelassen hatte, in denen der Verfall Amerikas im Allgemeinen und die Sklavenhalterei im Besonderen zur Sprache kam.
Der haitianische Politiker und Anthropologe Joseph-Anténor Firmin veröffentlichte 1885 in Paris De l’égalité des races humaines („Über die Gleichheit der Menschenrassen“), als Antwort auf Gobineau. Firmin bestreitet zwar nicht die Existenz des Rassebegriffs, weist jedoch darauf hin, dass die betreffenden Definitionen unscharf gehalten seien und die Hierarchisierung von Rassen mangelhaft begründet werde. Zudem betont er den Wert der kulturellen Leistungen, die auf afrikanischem Boden entstanden sind.

## Ausgaben (Auswahl)
Französische Originalausgaben
- Essai sur l’inégalité des races humaines. Librairie De Firmin Didot Freres, Paris (4 Bände, 1853–1855).
Digitalisat des 1. Bandes. In: Internet Archive. Abgerufen am 10. November 2024.
Digitalisat des 2. Bandes. In: Internet Archive. Abgerufen am 10. November 2024.
Digitalisat des 3. Bandes. In: Internet Archive. Abgerufen am 10. November 2024.
Digitalisat des 4. Bandes. In: Internet Archive. Abgerufen am 10. November 2024.
- 2. Auflage 1884.

Englische Übersetzungen
- The Moral and Intellectual Diversity of Races. J. B. Lippincott & Co., Philadelphia 1856 (Übersetzung: Henry Hotze).
Digitalisat. In: Internet Archive. Abgerufen am 10. November 2024.
- The Inequality of Human Races. William Heineman, London 1915 (Übersetzung: Adrian Collins).
Digitalisat. In: Internet Archive. Abgerufen am 10. November 2024.

Deutsche Übersetzung
- Versuch über die Ungleichheit der Menschenracen. Fr. Frommans, Stuttgart (4 Bände, 1897–1901; Übersetzung: Ludwig Schemann).
Vollansicht des 2. Bandes in der Google-Buchsuche
Vollansicht des 4. Bandes in der Google-Buchsuche
- 2. Auflage 1902
Digitalisat des 1. Bandes. In: Internet Archive. Abgerufen am 10. November 2024.
Digitalisat des 2. Bandes. In: Internet Archive. Abgerufen am 10. November 2024.
Digitalisat des 3. Bandes. In: Internet Archive. Abgerufen am 10. November 2024.
Digitalisat des 4. Bandes. In: Internet Archive. Abgerufen am 10. November 2024.
Digitalisate aller vier Bände. In: HathiTrust. Abgerufen am 10. November 2024.